# Othnielosaurus
Othnielosaurus ist eine Gattung der Vogelbeckendinosaurier, die aus dem Oberjura der Morrison-Formation in den westlichen Vereinigten Staaten bekannt ist. Der Gattungsname ehrt den berühmten Paläontologen Othniel Charles Marsh, der das Fossil ursprünglich der Gattung Laosaurus zugewiesen hatte. Die Gattung Othnielosaurus wurde geschaffen, um Fossilien aufzunehmen, die ehemals der Gattung Othnielia zugeordnet wurden, welche sich aber nur auf spärlich vorhandenes Material gründet. Sie ist daher Teil einer jahrzehntelangen Arbeit, die von Marsh und seinem Rivalen Edward Drinker Cope aus den Bone-Wars hinterlassene Taxonomie zu entwirren. Othnielosaurus wird gewöhnlich als Hypsilophodont klassifiziert, eine Gruppe kleiner bipeder herbivorer oder omnivorer Dinosaurier, deren Existenz als gültiges Taxon jedoch in letzter Zeit von einigen Wissenschaftlern in Frage gestellt wird.

## Beschreibung
Othnielosaurus ist von Material bekannt, das alle Teile des Körpers umfasst, einschließlich zweier gut erhaltener Skelette. Der Schädel ist jedoch nur dürftig belegt (in der älteren Literatur wird eine Vielzahl von Bezeichnungen für dieses Material gebraucht, die meisten Publikationen nach 1977 benutzen jedoch den Namen Othnielia rex). Othnielosaurus war ein kleines Tier, maximal zwei Meter lang und 10 Kilogramm schwer. Es lief auf zwei Beinen und besaß daher kurze Vordergliedmaßen und lange hintere Gliedmaßen mit ausgeprägten Apophysen für die Muskelansätze. Die Hände von Othnielosaurus waren kurz und breit mit kurzen Fingern. Untersuchungen des partiell erhaltenen Schädels des Holotyps und des Schädels des möglichen Exemplars Barbara ergaben, dass der Kopf klein war. Das Tier besaß kleine blattförmige Backenzähne und prämaxillare Zähne mit weniger Ornamentation. Wie viele Ornithopoden aus den Gruppen der Hypsilophodonten oder der Iguanodonten wie Hypsilophodon, Thescelosaurus, und Talenkauen besaß Othnielosaurus dünne Plättchen, die an seinen Rippen lagen. Diese intercostalen Plättchen bestanden aus Knorpelgewebe.

## Klassifikation
Othnielosaurus (vormals Laosaurus, Nanosaurus, und Othnielia) galt lange Zeit als hypsilophodonter Ornithopode, einer unklaren und unzureichend definierten Gruppe kleiner herbivorer Dinosaurier. Diese Sicht wurde 1990 von Robert Bakker et al. in Frage gestellt. In ihrer Beschreibung des neuen Taxons Drinker nisti teilten sie Othnielia in zwei Arten (O. rex und O. consors) und etablierten die "Othnieliden" als eine basalere Variante als die Hypsilophodontiden. Neuere Untersuchungen legen nahe, dass die Hypsilophodontidae paraphyletisch waren, so dass die allgemeine Idee von den "Othnieliden" als basal im Vergleich zu anderen Vertretern der Hypsilophodontiden Unterstützung erfuhr, obwohl Drinker umstritten bleibt, da seit der Erstbeschreibung nichts Neues über das Taxon publiziert wurde. Andere basale Ornithopoden sind beizeiten mit Othnielosaurus in Verbindung gebracht worden, insbesondere Hexinlusaurus, welcher von mindestens einem Autor als neue Art der Gattung Othniela (O. multidens) angesehen wurde.
Neuere Studien stimmen der Hypothese von Othnielosaurus als basalem Vertreter der Hypsilophodonten zu, gehen jedoch noch weiter und nehmen die Gattung aus den Ornithopoda und der größeren Gruppe der Cerapoda heraus, welche auch die Ceratopsia und die Pachycephalosauria umfasst.

## Entdeckungsgeschichte und Taxonomie

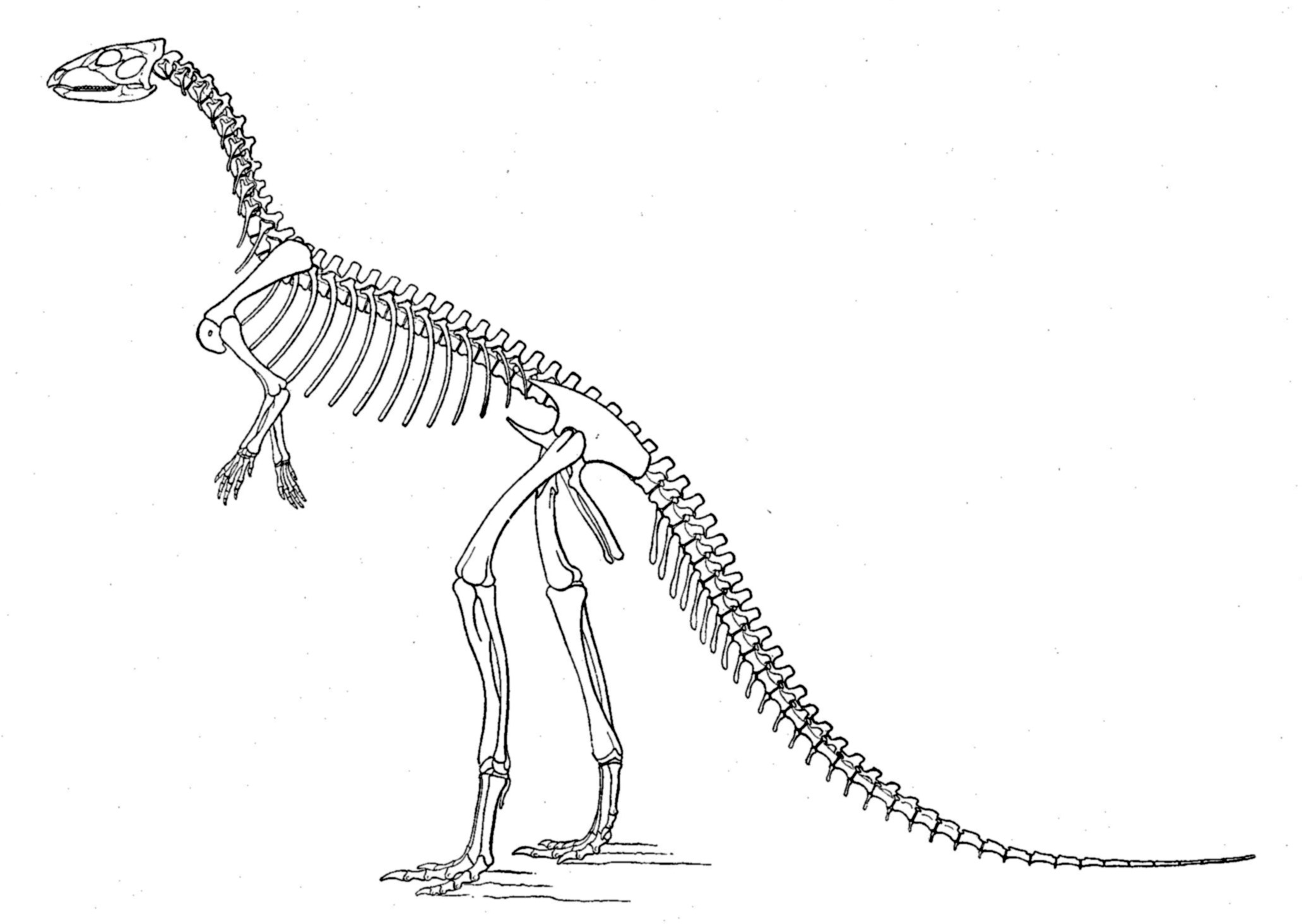
Skelettrekonstruktion von Laosaurus consors (Othnielosaurus) von Othniel Charles Marsh aus dem Jahr 1896

Othniel Charles Marsh benannte zahlreiche Arten und Gattungen im späten 19. Jahrhundert, die als Hypsilophodonten oder hypshilophodonten-ähnliche Dinosaurier angesehen wurden. Dazu gehörten unter anderem Nanosaurus agilis (möglicherweise), Nanosaurus rex, Laosaurus celer, Laosaurus consors, and Laosaurus gracilis. Diese Taxonomie wurde über die Jahre immer komplizierter und es gab seitdem verschiedene Versuche der Revision.
1877 benannte Marsh zwei Spezies von Nanosaurus in separaten Publikationen, welche auf unvollständigen Überresten aus der Morrison-Formation in Garden Park, Colorado, basierten. Ein Artikel beschrieb N. agilis anhand eines Exemplars aus dem Peabody Museum of Natural History, YPM 1913, dessen Überreste Abdrücke des Kiefers und postkranialen Teile des Skeletts mit Darmbein, Oberschenkelknochen und Fibula umfassten. Die andere Veröffentlichung beschrieb mit Nanosaurus rex eine weitere Spezies, die Marsh auf das Exemplar YPM 1915 gründete, das nur mit einem kompletten Oberschenkelknochen erhalten ist. Er betrachtete beide Arten als kleine ("fuchsgroße") Tiere und stellte sie in die nunmehr aufgegebene Familie der Nanosauridae.
Ein Jahr später beschrieb Marsh die neue Gattung Laosaurus auf der Basis von Material, das von Samuel Wendell Williston in Como Bluff, Wyoming, ausgegraben worden war. Zwei Arten wurden eingeführt: die Typusart Laosaurus celer, basierend auf elf Wirbeln (YPM 1875); und der kleinere Laosaurus gracilis, dessen Beschreibung ursprünglich auf Teilen eines Rücken- und eines Schwanzwirbel sowie einer Elle basierte.

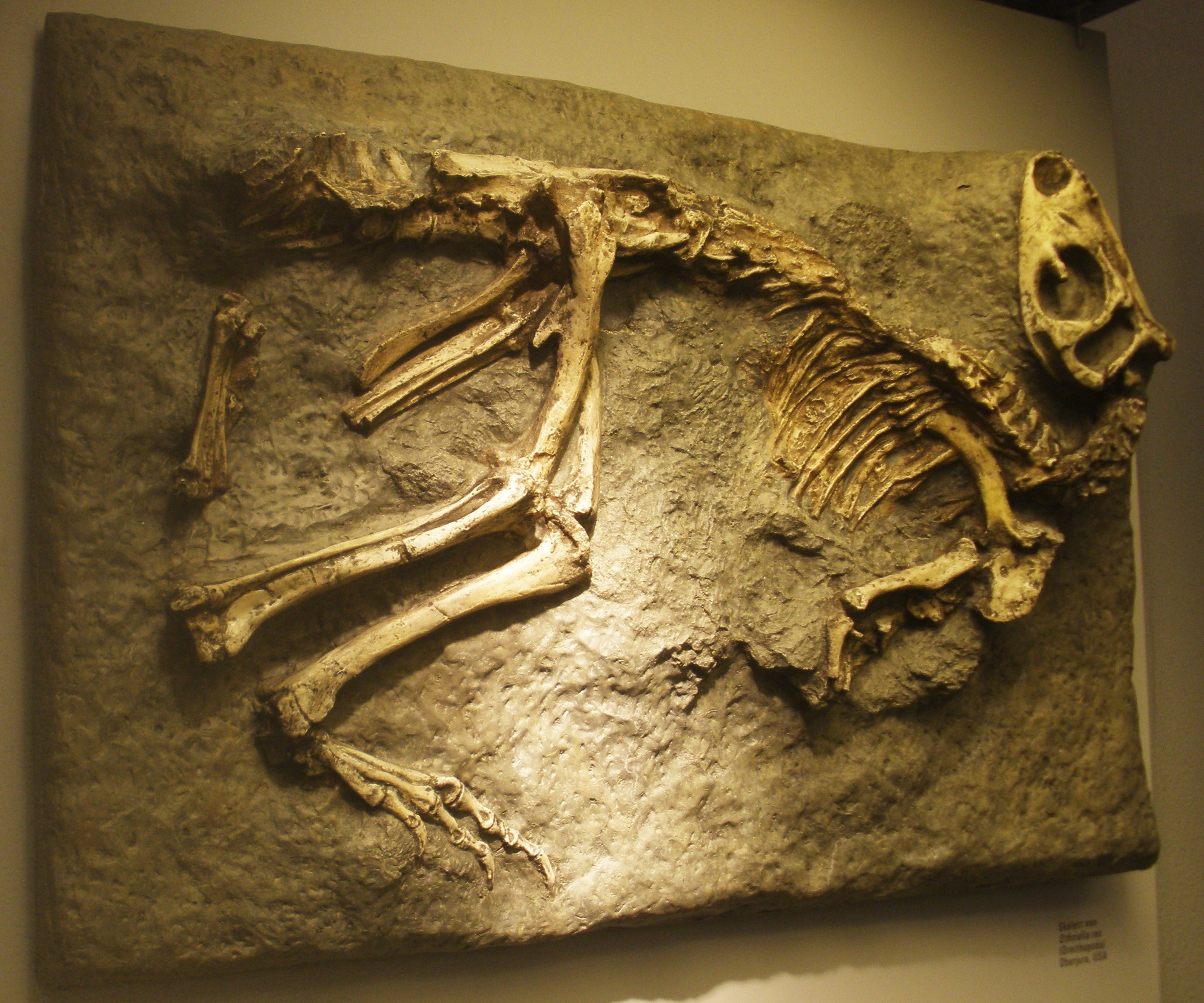
Othnielosaurus consors, Fossil im Paläontologischen Museum der Universität Zürich

 Eine dritte Art, Laosaurus consors, wurde 1894 von Marsh für das Exemplar YPM 1882 beschrieben, das aus großen Teilen aus einem Skelett im anatomischen Verband und Teilen von mindestens einem weiteren Individuum bestand. Der Schädel war nur teilweise erhalten und die Tatsache, dass von den Wirbeln lediglich die Wirbelkörper erhalten waren, deutet auf ein nicht ausgewachsenes Individuum.
Diese Spezies fanden bis in die siebziger und achtziger Jahre hinein wenig professionelle Beachtung, als Peter Galton viele der Hypsilophodonten in einer Reihe von Veröffentlichungen überprüfte. 1973 beschrieben er und Jim Jensen ein unvollständiges Skelett (BYU ESM 163) ohne Kopf, Hände und Schwanz als Nanosaurus rex. Dieses Exemplar war vor seiner Beschreibung beschädigt worden. 1977 stellte er fest, dass Nanosaurus agilis sich von Nanosaurus rex und dem neuen Skelett unterschied und prägte die Bezeichnung Othnielia für Nanosaurus rex. Dieser Vermerk von 1977, der etwas in einem Artikel über die transkontinentale Art Dryosaurus unterging, wies Laosaurus consors und Laosaurus gracilis der neuen Gattung zu, ohne genaue Einzelheiten anzugeben, und betrachtete Laosaurus celer als nomen nudum. Die Einführung von Drinker komplizierte die Dinge weiter.
Galton führte in neuster Zeit eine Reevaluation der Ornithischia der Morrison-Formation durch und folgerte, dass der Femur, auf Basis dessen Nanosaurus rex (und später Othniela) beschrieben worden war, nicht aussagekräftig sei. Er ordnete daher das BYU-Skelett der Art Laosaurus consors zu, welche auf aussagekräftigem Material basiert. Da die Gattung Laosaurus ebenfalls auf wenig aussagekräftigem Material basiert, gab er der Art Laosaurus consors seine eigene Gattung, Othnielosaurus. Dies zieht nach sich, dass Fossilien von Othniela jetzt als Othnielosaurus consors klassifiziert werden. Othnielia ist kein Synonym von Othnielosaurus, weil beide auf unterschiedlichen Exemplaren beruhen. Die Fossilien, welche benutzt wurden, um Othniela zu beschreiben, wurden der Gattung Othnielosaurus zugeschrieben, so dass unter dem älteren Namen nur der ursprüngliche Oberschenkelknochen des Holotypus eingeordnet wird. Der momentane Status der verschiedenen Spezies ist folgender: Nanosaurus agilis ist möglicherweise ein basaler Ornithopode, Nanosaurus rex (Othnielia) ist ein zweifelhafter basaler Ornithopode, Drinker nisti behält sein eigenes vorläufig gültiges Taxon, Laosaurus consors ist die Typusart von Othnielosaurus, und Laosaurus celer sowie Laosaurus gracilis werden weiterhin als zweifelhaft betrachtet.

## Paläobiologie und Paläoökologie
Othnielosaurus gehörte zu den kleineren Mitgliedern der sehr diversifizierten Dinosaurierfauna der Morrison-Formation und erscheint im Vergleich zu den riesigen Sauropoden winzig. Die Morrison-Formation wird als semiarides Ökosystem mit ausgeprägten Regen- und Trockenzeiten und flachen Flussauen angesehen. Die Vegetation variierte zwischen Galeriewäldern, die die Flussufer säumten und aus Koniferen, Baumfarnen und Farnen bestanden, und Savannen mit Farnen und vereinzelten Bäumen. Die Morrison-Formation ist äußerst reich an Fossilien. Unter anderem fand man die Überreste von Chlorophyten, Pilzen, Moosen, Schachtelhalmen, Farnen, Palmfarnen, Ginkgos und verschiedenen Familien der Koniferen. Andere Funde umfassten Muscheln, Schnecken, Fische aus der Klasse der Strahlenflosser, Frösche, Salamander, Schildkröten, Sphenodontia, Lacertilia, terrestrische und aquatische Crocodylomorpha, verschiedene Arten von Pterosauriern, zahlreiche Dinosaurierarten und frühe Säugetiere wie z. B. Vertreter der Docodonta, Multituberculata, Symmetrodonta und der Triconodonta. Zu den Dinosaurierarten des Ökosystems gehörten Theropoden wie Ceratosaurus, Allosaurus, Ornitholestes, und Torvosaurus. Die Sauropoden waren mit Apatosaurus, Brachiosaurus, Camarasaurus, und Diplodocus vertreten, während die Ornithischia Camptosaurus, Dryosaurus, und Stegosaurus ebenfalls aus der Morrison-Formation bekannt sind.
Othnielosaurus kommt in den stratigraphischen Zonen 2 bis 5 vor.
Üblicherweise wird Othnielosaurus wie andere Hypsilophodonten als ein kleiner, flinker Pflanzenfresser gedeutet, obgleich Bakker den möglicherweise verwandten Nanosaurus 1986 als Allesfresser interpretierte. Diese Vorstellung fand jedoch wenig Unterstützung in der wissenschaftlichen Literatur, da zur Überprüfung dieser These ein besser und möglichst vollständig erhaltener Schädel unabdingbar ist.